# 沢考史
沢 考史（さわ たかふみ、1965年 - ）は、日本の漫画編集者。『週刊少年チャンピオン』9代目編集長。

## 来歴
東京大学に6年在学した後、1989年に秋田書店に入社。『週刊少年チャンピオン』編集部に配属され、名物編集長であった壁村耐三の薫陶を受ける。『チャンピオン』では板垣恵介の『グラップラー刃牙』、『チャンピオンRED』では『シグルイ』を担当する。
1997年より『ヤングチャンピオン』編集部に移籍、2002年には『チャンピオンRED』の初代編集長に就任する。2005年から2017年まで『週刊少年チャンピオン』編集長を務め、2024年9月より常務取締役に就任。